# Colonialidad del poder
La colonialidad del poder es un concepto que interrelaciona las prácticas y legados del colonialismo europeo en órdenes sociales y formas de conocimiento, avanzado en los estudios poscoloniales, la decolonialidad y los estudios subalternos latinoamericanos, de manera más destacada por Aníbal Quijano. Identifica y describe el legado vivo del colonialismo en las sociedades contemporáneas en forma de discriminación social que sobrevivió al colonialismo formal y se integró en órdenes sociales sucesivos. El concepto identifica los órdenes jerárquicos raciales, políticos y sociales impuestos por el colonialismo europeo en América Latina que prescribían valor a ciertos pueblos/sociedades mientras privaban de sus derechos a otros.
Quijano sostiene que la estructura colonial de poder resultó en un sistema de castas, donde los españoles estaban clasificados en la cima y aquellos que conquistaron en la parte inferior debido a sus diferentes rasgos fenotípicos y una cultura que se presumía como inferior. Esta categorización resultó en un persistente discurso categórico y discriminatorio que se reflejó en la estructura social y económica de la colonia, y que continúa reflejándose en la estructura de las sociedades poscoloniales modernas. María Lugones amplía la definición de colonialidad del poder al señalar que impone valores y expectativas también sobre el género, en particular en relación con la clasificación europea de las mujeres como inferiores a los hombres.
El concepto también fue ampliado por Ramón Grosfoguel, Walter Mignolo, Sylvia Wynter, Nelson Maldonado-Torres, Santiago Castro-Gómez, Catherine Walsh, Roberto Hernández y María Lugones. El trabajo de Quijano sobre el tema «tuvo amplias repercusiones entre los estudiosos decoloniales latinoamericanos en la academia norteamericana». El grupo modernidad/colonialidad es una red activa de intelectuales que abarcan generaciones y disciplinas que están ampliando este trabajo.

## Organización del concepto en colonialidad del poder
La colonialidad del poder adopta tres formas: sistemas de jerarquías, sistemas de conocimiento y sistemas culturales.
La distinción importante en el concepto de colonialidad del poder es la forma en que este proceso estructural heterogéneo dio forma al mundo moderno. Si bien la modernidad es ciertamente un fenómeno europeo, se forjó y es constitutiva de lo que Enrique Dussel ha llamado «la invención de las Américas», o la colonización de las Américas a partir de 1492. La colonialidad del poder revela el lado oculto de la modernidad  y del sistema mundial moderno/colonial/capitalista  que está entrelazado con una división internacional del trabajo entre europeos y no europeos y es constitutiva de ella.

### Sistemas de jerarquías
Los sistemas de jerarquías postulados por Quijano son sistemas basados en la clasificación y diferencia racial. Quijano escribe que la creación de la raza fue una creación calculada por parte de los colonialistas europeos y americanos. En esta estructura racial, la inferioridad y la superioridad se adscribían basándose en fenotipos y colores de piel, que los colonialistas afirmaban que eran rasgos biológicos innatos. Este sistema fue el resultado de una visión eurocéntrica que reforzó la justificación de la dominación de los europeos, anulando los sistemas de dominación basados en el género utilizados anteriormente. Sin embargo, como señala María Lugones, el sistema de dominación basado en el género no desapareció, sino que se integró al sistema de dominación jerárquico basado en la raza. La importancia de los sistemas de jerarquías no era meramente simbólica, sino económica. Se construyó una división racial del trabajo en torno a las jerarquías creadas, lo que resultó en un sistema de servidumbre para la mayoría de los nativos. Las diferencias existentes fueron explotadas en la formación de estas jerarquías. Quijano (pág. 536) señala que: «En algunos casos, la nobleza india, una minoría reducida, fue exenta de la servidumbre y recibió un trato especial debido a su papel como intermediaria con la raza dominante... Sin embargo, los negros fueron reducidos a la esclavitud».

### Sistemas de conocimiento
La colonialidad del poder se basa en un sistema eurocéntrico de conocimiento, en el que la raza es vista como una «naturalización de las relaciones coloniales entre europeos y no europeos». El sistema eurocéntrico de conocimiento asignaba la producción de conocimiento a los europeos y priorizaba el uso de los conocimientos europeos. Quijano escribe: «La hegemonía de Europa sobre el nuevo modelo de poder global concentró todas las formas de control de la subjetividad, la cultura y especialmente el conocimiento y la producción de conocimiento bajo su hegemonía».  Esto resultó en una negación simultánea de la producción de conocimiento a los pueblos conquistados y una represión de los modos tradicionales de producción de conocimiento, sobre la base de la relación de superioridad/inferioridad impuesta por la estructura jerárquica.

### Sistemas culturales
El tercer elemento de la colonialidad del poder es la creación de sistemas culturales que giran en torno a una jerarquía eurocéntrica y que imponen sistemas económicos y de producción de conocimiento eurocéntricos. El concepto de colonialidad del poder, tal como lo ilustran Quijano, Grosfuguel y otros, describe el sistema neoliberal global existente de capital y trabajo y ubica sus raíces en la lógica racista y patriarcal del sistema colonial. Los sistemas culturales creados bajo la colonialidad del poder suponen que las culturas europeas son las únicas culturas verdaderamente modernas, basadas en características de la modernidad como los sistemas económicos capitalistas, la racionalidad, el neoliberalismo y la ciencia. Estos sistemas culturales imponen normas eurocéntricas mediante el uso del Estado y el sistema económico.
Un ejemplo de este tipo de represión es la dada en cultura mapuche chilena, en la que los géneros son intercambiables y combinables, no estáticos y prescritos como en la cultura dominante chilena. La imposición del binario de género por parte del Estado, que correlaciona lo masculino con lo político esfera y lo femenino con la esfera privada, ha tenido el efecto de reprimir la expresión de género Machi. Muchos hombres mapuche ahora se niegan a identificarse utilizando su identidad de género nativa como una forma de adaptarse a un binario heterosexual. Así, se ha creado un sistema cultural mediante la imposición forzada de valores externos que se oponen a los valores existentes. 

## Aplicaciones y modulaciones del concepto
La colonialidad del poder forma parte de un conjunto de conceptos relacionados de colonialidad que, según Arturo Escobar, describen un elemento fundamental de la modernidad y que pueden aplicarse para describir una condición global de colonialidad. El concepto se ha ampliado fuera de América Latina y se ha utilizado para comprender la construcción de la categoría étnica latina estadounidense como minoría racializada en el caso de los grupos étnicos puertorriqueños y dominicanos en Nueva York. Sonia Tascón utiliza el concepto de colonialidad del poder para discutir la política australiana de inmigración y detención, refiriéndose específicamente a los sistemas de conocimiento y jerarquía racializada involucrados en la construcción de categorías de diferencia entre inmigrantes.
El antropólogo Brian Noble ofrece una modulación de la colonialidad del poder, cuando se aplica al contexto del colonialismo histórico y actual de los colonos canadienses y el despojo de los pueblos indígenas de esa parte de América del Norte. Noble señala dos dimensiones de acción entrelazadas asociadas con la colonialidad del poder, una alineada «con encuentros coloniales a través de diferencias culturales inscritas en las personas", según el trabajo fundacional de Mary Louise Pratt,  y la segunda con el colonialismo como medio y aparato, después de Agamben, Deleuze, Stengers.  Al analizar las relaciones de investigación en un proyecto de Inventario de Recursos Ambientales en el territorio inuit de Nunavut, Noble ilustra cómo la colonialidad como encuentro se basa en la «oposición moderna de la relación entre un yo y otro», donde este "yo" colonizador tiende a «imponer coordenadas fronterizas –tales como las de territorio, conocimientos, categorías, prácticas normativas– sobre los dominios de la tierra, el conocimiento, las formas de vida de otra persona que ha tenido relaciones previas y principales con esas tierras, etc.».  Este yo colonizador, a menudo liberal, racionaliza sus acciones para asegurar su impulso hacia la acumulación por desposesión. Luego, Noble describe cómo la colonialidad, como funcionamiento clave de la modernidad, también funciona como medio o aparato abarcador para la colonialidad como encuentro. Tras la incorporación de los conocimientos inuit a las prácticas científicas dominantes, Noble demuestra cómo este medio sostiene al otro manteniendo un diálogo entre el yo y el otro, «asegurando siempre, por cualquier medio flexible, que el otro siga siendo otro, parcialmente bienvenido en el acuerdo, pero necesariamente en una posición subordinada, subyugada, inscrita como otra por uno mismo, asegurando así la posición de poder del yo» de una manera culturalmente resistente, pero continuamente opresiva. Una solución decolonial a este "doble vínculo"  de la colonialidad, sostiene Noble y refiriéndose especialmente al trabajo de Michael Asch,  es una "praxis de tratado" sólida en acción, que corrija simultáneamente la dominación a través del encuentro y la dominación. a través de las relaciones políticas entre los pueblos, deshaciendo las habituales relaciones de poder.
La académica en medios y cultura digital Paola Ricaurte presenta una lente teórica a través de la cual interrogar la colonialidad del poder, específicamente en lo que respecta a las epistemologías de datos de la tecnología digital. Según Ricaurte, la racionalidad colonial de estas relaciones de datos representa una «evolución compleja del paradigma pospositivista» y, por lo tanto, actúa en continuidad con las formas históricas de colonización, manufactura y relaciones sociales colonizadoras de maneras que «desplazan formas alternativas de ser, pensar y sentir». 